# 緑が丘町本町
緑が丘町本町（みどりがおかちょうほんまち）は、兵庫県三木市にある大字。郵便番号は673-0534。大和ハウス緑が丘町ネオポリスの南側に位置する。元々は志染町広野であった。

## 地理

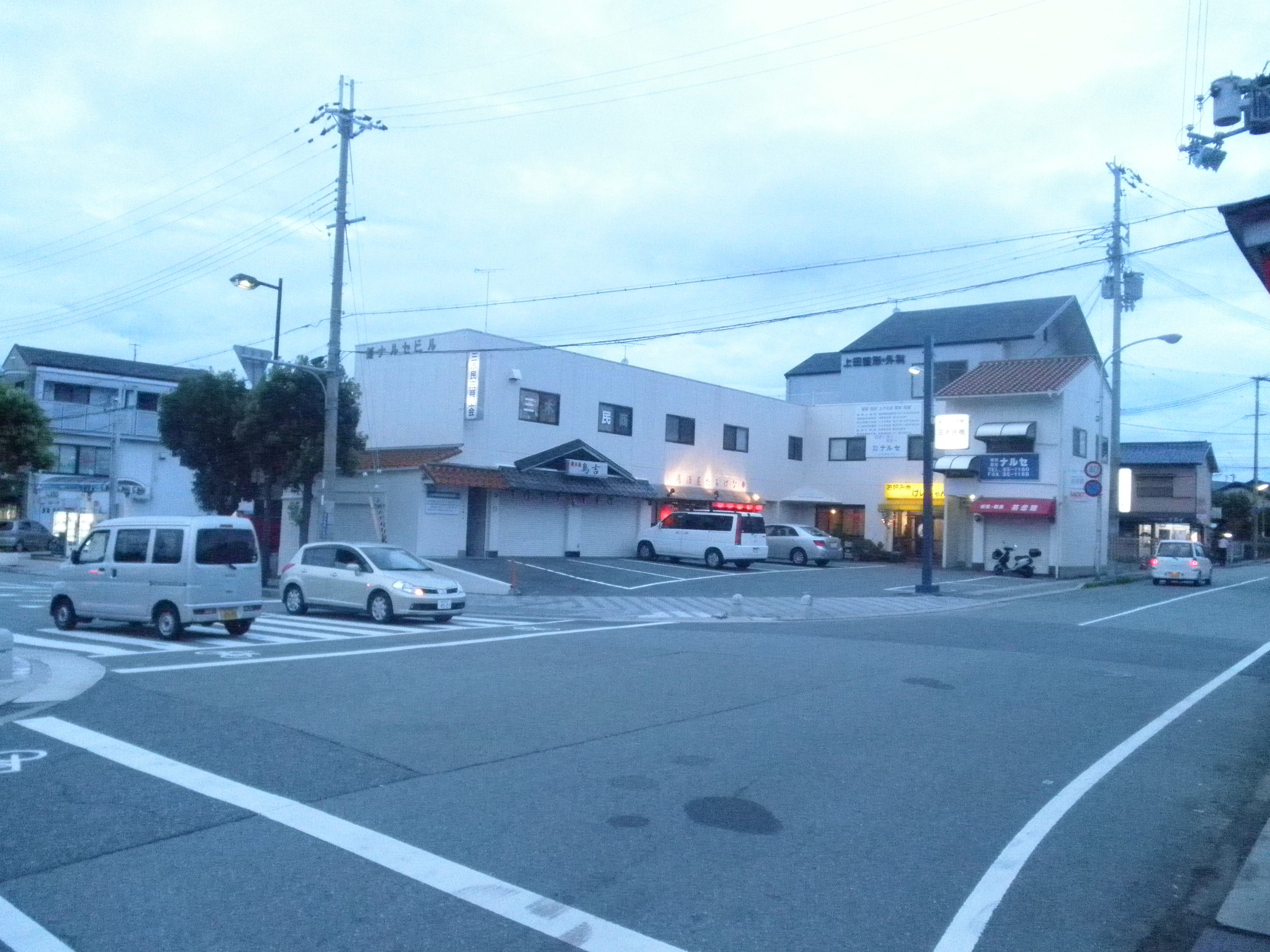
神戸電鉄粟生線緑が丘駅東側の街並み

- 緑が丘地区の南側に位置しており、志染川左岸の丘陵地である。現在は新興住宅地である。[1]東側は緑が丘町中・西側は志染町広野・南側は神戸市西区押部谷町西盛、北山台、富士見が丘・北側は緑が丘町東と接する。

## 街並み

### 1丁目
- 1971年3月31日までは志染町広野の一部であったが、4月1日から現在の丁目に表示された。神戸電鉄粟生線緑が丘駅前通りの商店街であり、三井住友銀行が立地している。新興住宅地と商業地である。[2][3][1]

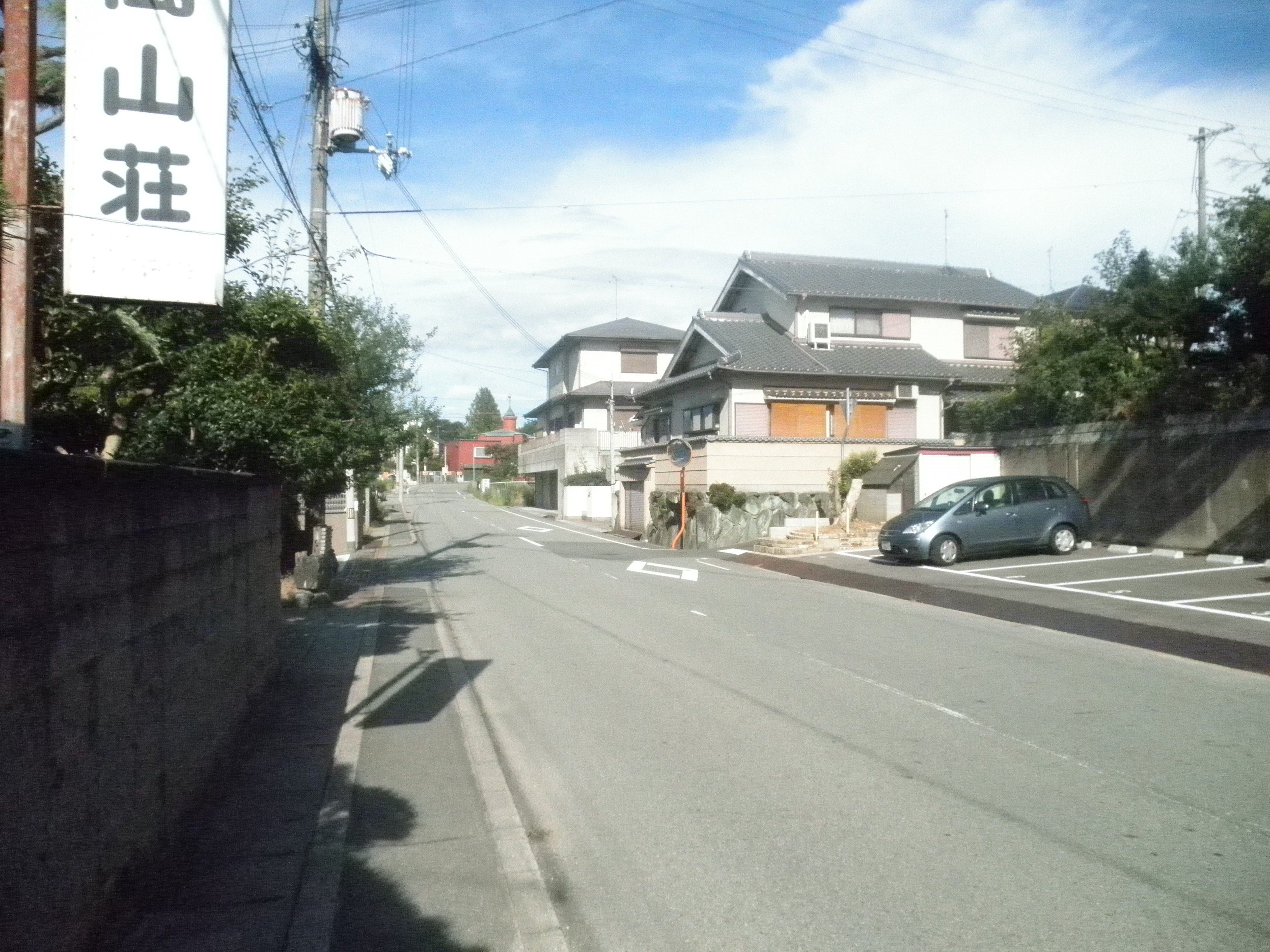
緑が丘町本町1丁目

### 2丁目
- 1971年3月31日までは志染町広野の一部であったが、4月1日から現在の丁目に表示された。三木精愛園・ナリス化粧品などの民間施設が立地しており、新興住宅地は立地していなく、居住者は三木精愛園の入所者のみである。[2][3][1]

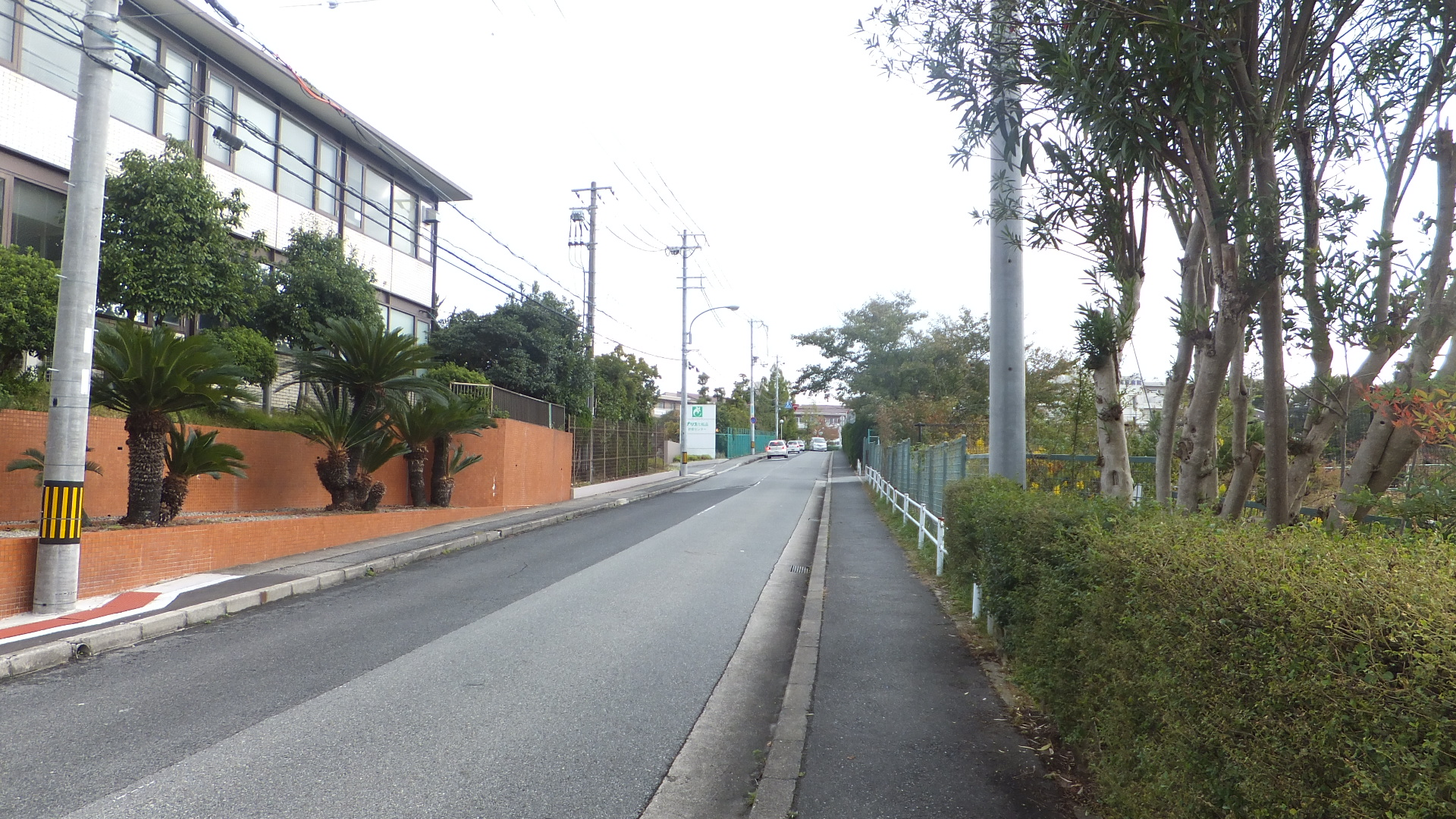
緑が丘町本町2丁目

## 歴史
- 1971年（昭和46年）4月1日 - 「三木市の町及び字の名称並びに区域変更」が可決されたことにより、緑が丘町が誕生し、それに伴い東1丁目から3丁目まで住居表示される。[3][4] [5] [6]
- 1982年（昭和57年）8月1日 - 三木精愛園が開設する。[7][4][5][6]

### 字域の変遷
| 丁目              | 実施日       | 実施前     |
| ----------------- | ------------ | ---------- |
| 緑が丘町本町1丁目 | 1971年4月1日 | 志染町広野 |
| 緑が丘町本町2丁目 | 1971年4月1日 | 志染町広野 |

## 施設
- 三木精愛園[1]
- ナリス化粧品兵庫工場
- 垂水病院（住所は神戸市西区押部谷町西盛である。）
- 三井住友銀行緑が丘駅前出張所（2021年2月8日より、緑が丘支店は三木支店内に移転。ATMのみの店舗となる。）
- ファミリーマート神鉄緑が丘駅前店
- 兵庫県立のじぎく特別支援学校（住所は神戸市西区北山台である。）

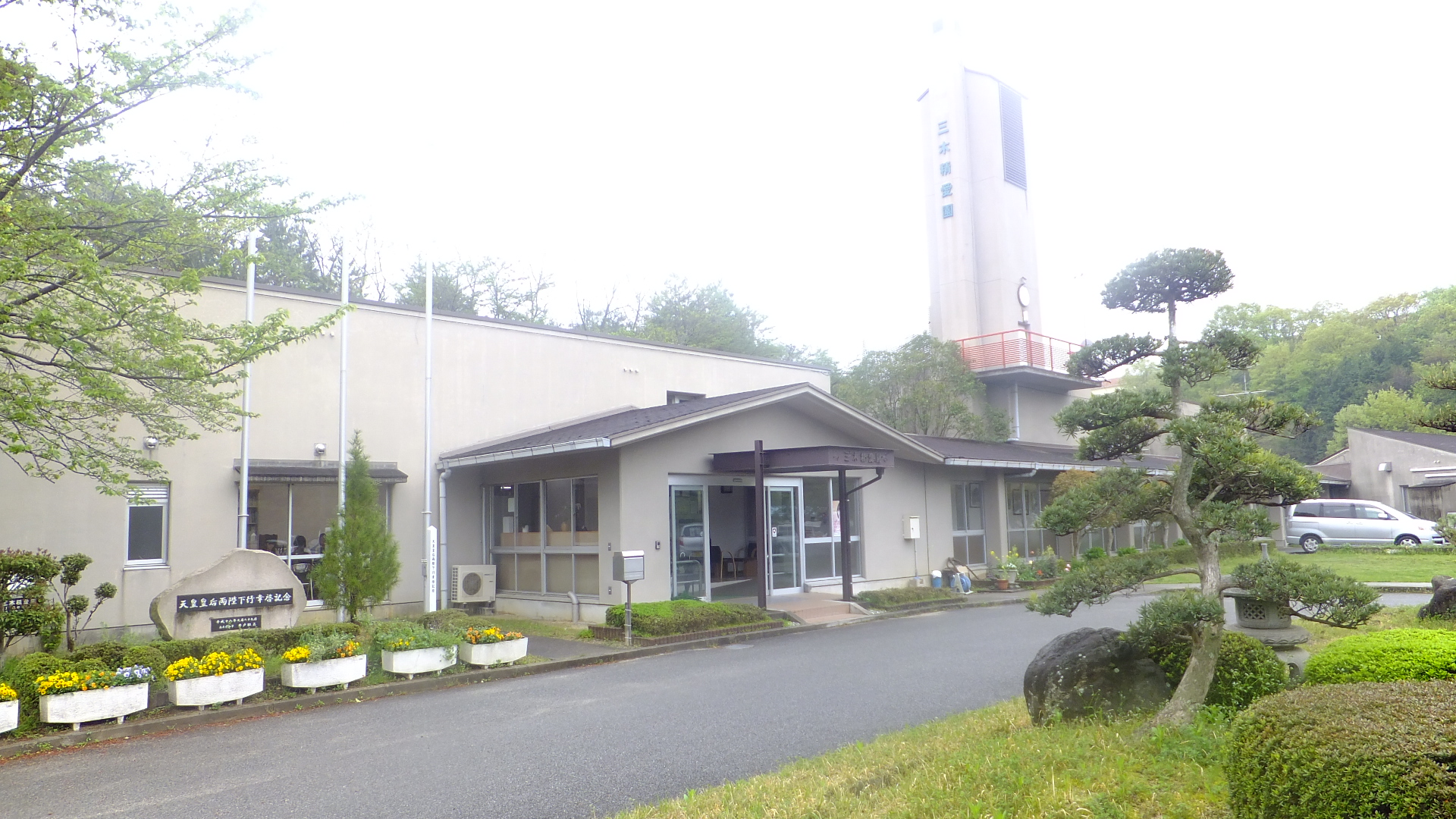
三木精愛園
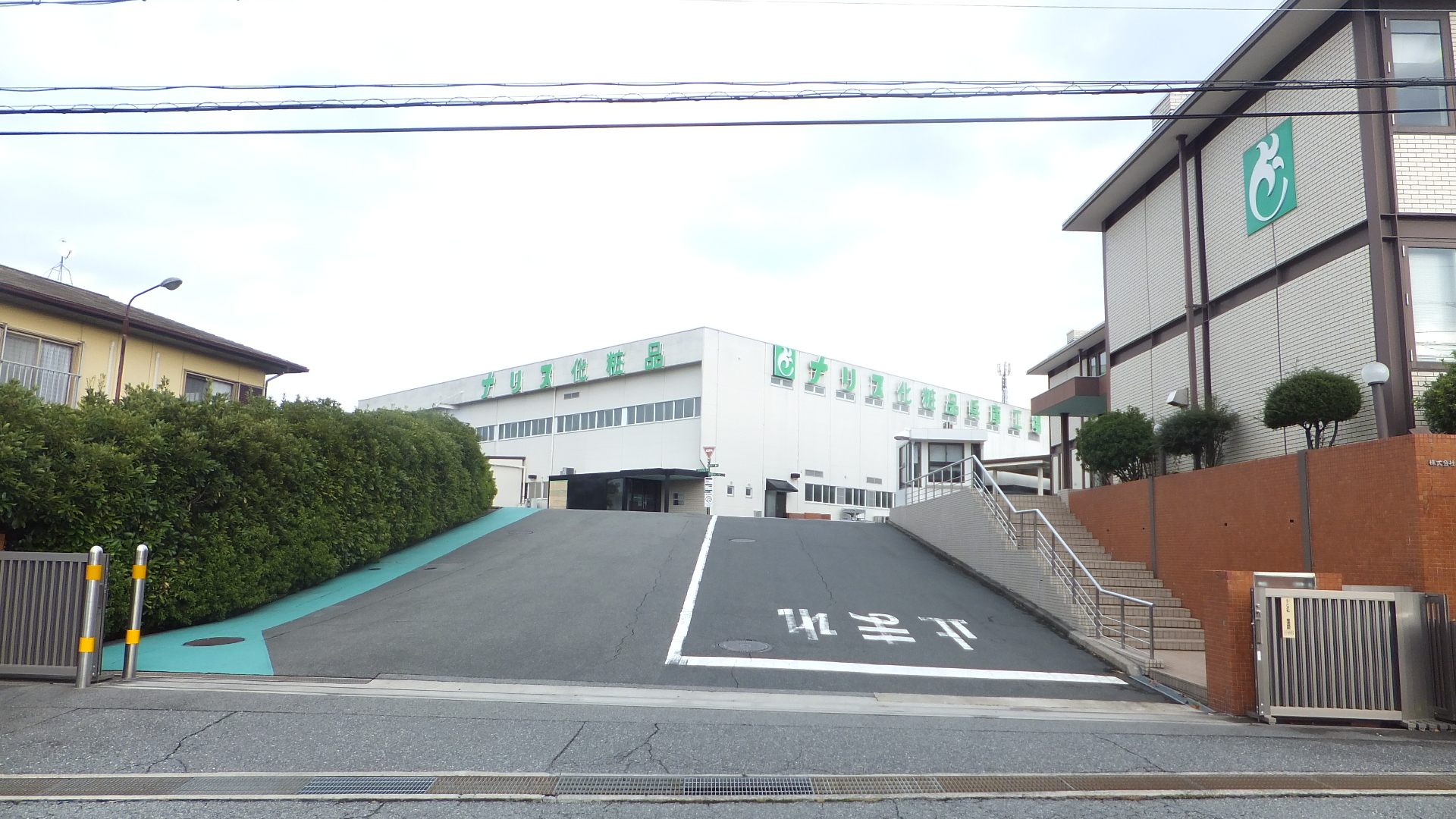
ナリス化粧品兵庫工場
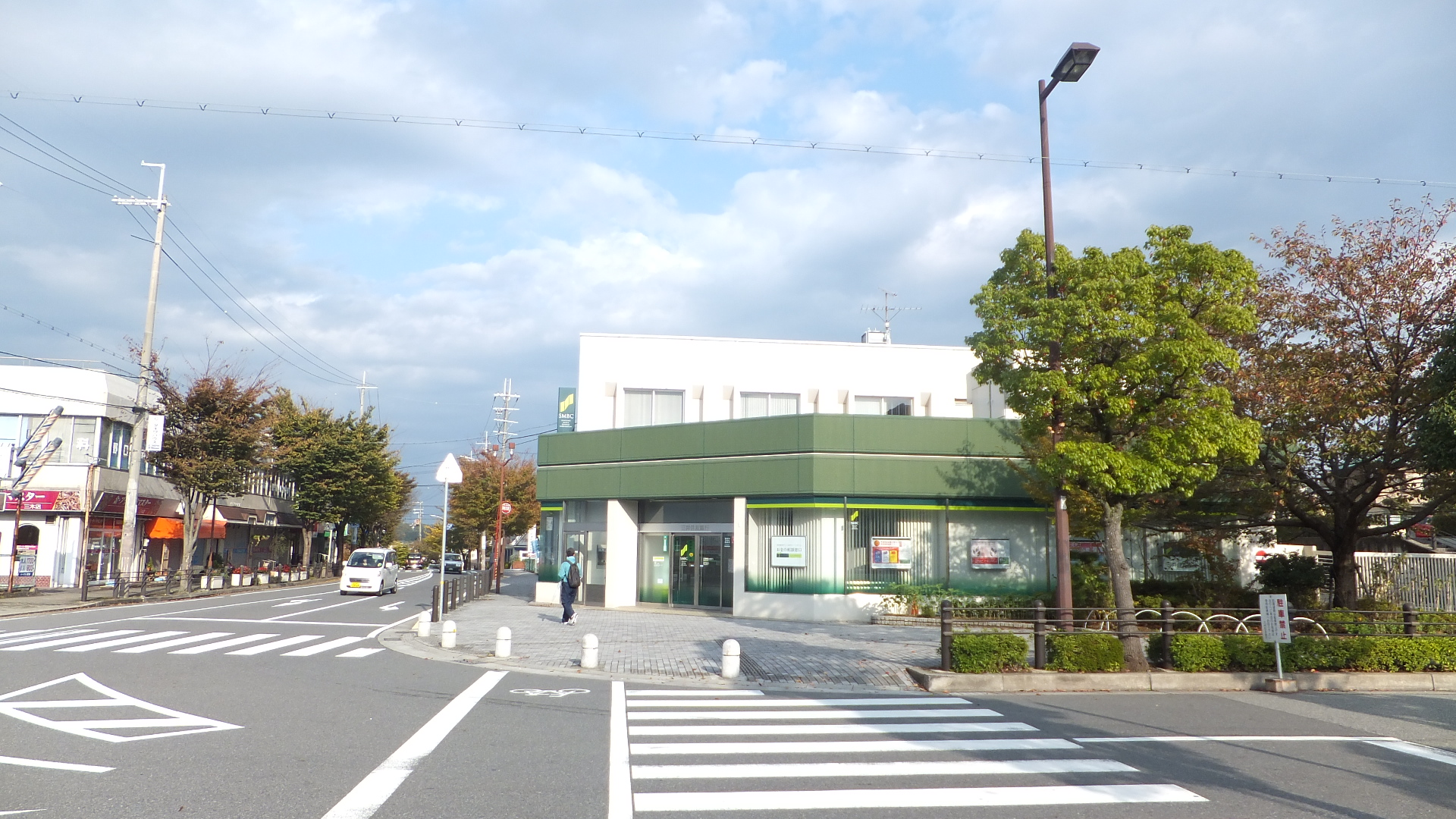
三井住友銀行緑が丘支店（現・緑が丘駅前出張所）
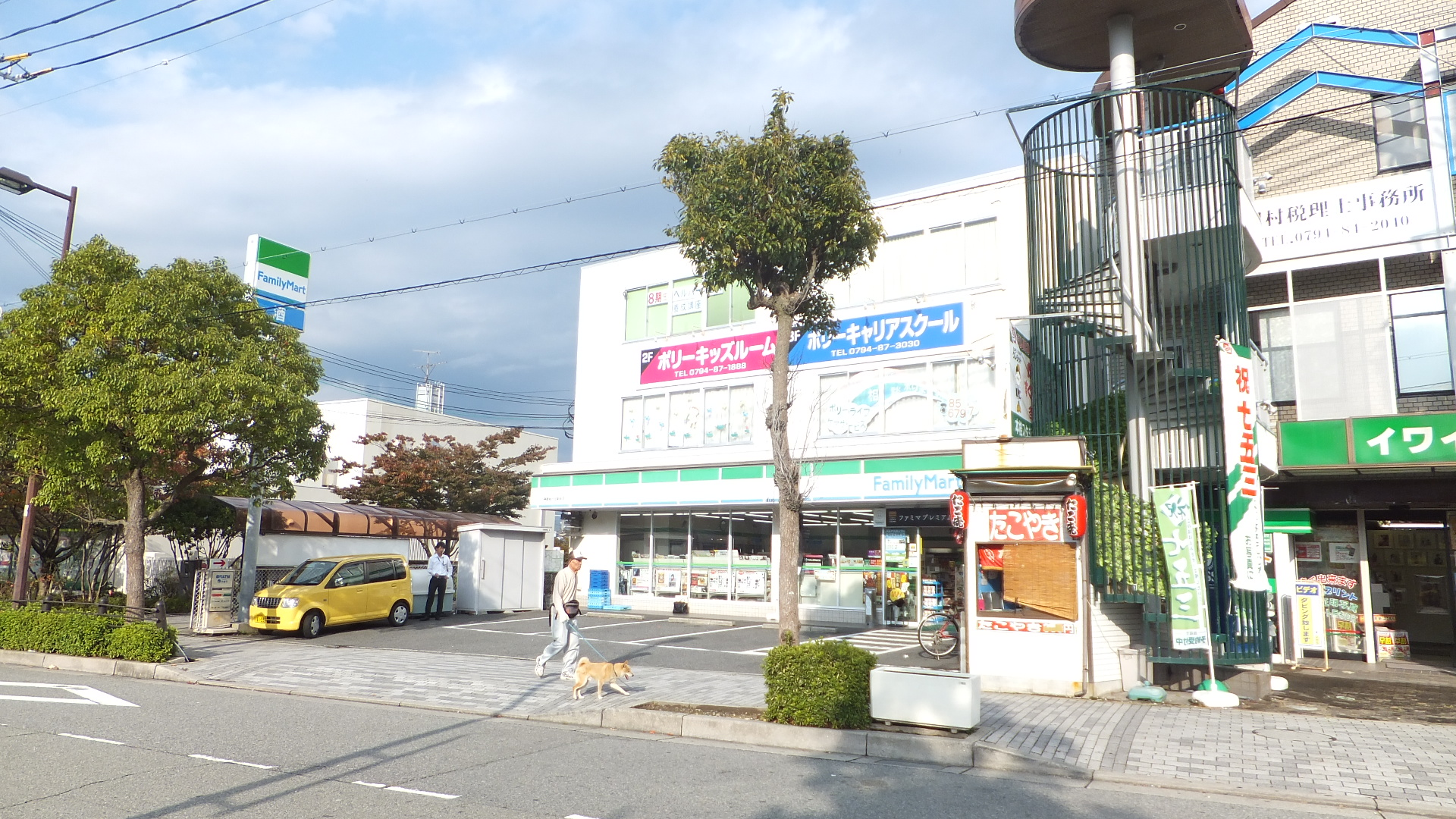
ファミリーマート神鉄緑が丘駅前店

### 公園
| 丁目 | 名称         | 画像 | 面積（ha） | 計画決定 | 事業認可 |
| ---- | ------------ | ---- | ---------- | -------- | -------- |
| 1    | ゆりかご公園 |      | 不明       | なし     | なし     |

## 小・中学校の学区
| 大字         | 番地 | 小学校               | 中学校               |
| ------------ | ---- | -------------------- | -------------------- |
| 緑が丘町本町 | 全域 | 三木市立緑が丘小学校 | 三木市立緑が丘中学校 |

## 交通

### 鉄道
神戸電鉄粟生線が通過している。

### バス
- 神姫バス
  - 恵比須快速線
- みっきぃバス

### 道路
- 兵庫県道22号神戸三木線